# António Loureiro Dias
António Loureiro Dias CvB (Porto, 15 de Outubro de 1878 - Porto, 8 de Março de 1962) foi um jornalista, dramaturgo e filantropo português.

## Biografia
Iniciou a sua carreira em 1904, no diário "O Norte", e trabalhando, depois, nas redacções de "A Voz Pública", "O Diário da Tarde" e "O Correio do Norte".
Em 1908, entrou para "O Primeiro de Janeiro", do qual era, em 1946, um dos mais antigos redactores.
Escreveu para o Teatro o drama Prémio Grande, a comédia num Acto A Vingança, e, de colaboração com J. S. Lopes Vieira, a revista A Quem o Dizes!, que foi representada com êxito.
Em 1923, fazendo parte dos Corpos Gerentes da Associação dos Jornalistas e Homens de Letras, que tinham a sua Sede numa dependência do edifício do Centro Comercial do Porto, resolveu tomar a iniciativa de conseguir um prédio condigno e onde pudessem acolher-se os jornalistas impossibilitados de trabalhar. Com o produto da venda do programa que fez imprimir para a récita da Imprensa efectuada no Teatro de Sá da Bandeira, na noite de 11 de Abril de 1923, abriu a subscrição para construir a "Casa dos Jornalistas", e, durante anos, consagrou toda a sua actividade à realização do seu plano, num exemplo raro de perseverança, de tenacidade e de fé, que inúmeras contrariedades e embaraços nunca conseguiram abalar. E, de facto, a 1 de Fevereiro de 1926, em terreno cedido pelo Município, junto da Avenida dos Aliados, e ampliado por compra, era colocada a primeira pedra do magnífico edifício. Três anos depois, em 1929, a "Casa dos Jornalistas", projecto do Arquitecto Leandro de Morais, estava concluída.
O Governo condecorou António Loureiro Dias com o grau de Cavaleiro da Ordem de Benemerência a 11 de Abril de 1931, e a Associação dos Jornalistas e Homens de Letras elegeu-o seu Sócio Benemérito.